# El Pescaílla
Antonio González Batista, més conegut com a El Pescaílla   (Barcelona, 3 de març de 1925 - Alcobendas, 12 de novembre de 1999) o El Pescadilla, va ser un cantant i guitarrista gitano català de flamenc i rumba. Considerat un dels pares de la rumba catalana, el seu estil influiria en multitud d'artistes posteriors.
Va estar casat amb la cantant i bailaora Lola Flores (1923-1995), amb la qual va tenir tres fills, els cantants Lolita Flores (1958), Antonio González Flores (1961-1995) i Rosario Flores (1963). Va ser cunyat de la també cantant Carmen Flores (1936), oncle de l'ex-futbolista i entrenador Quique Sánchez Flores (1965) i avi de les actrius Elena Furiase (filla de Lolita) i Alba Flores (filla d'Antonio).

## Infantesa
El seu avi, Manuel González "Xindo", era un tractant de cavalls que s'havia instal·lat a la Barceloneta quan va haver d'abandonar Múrcia per problemes amb la guàrdia civil. Xindo tingué tres o quatre fills, un d'ells bon guitarrista i venedor de peix al barri mariner de la Barceloneta, motiu pel qual se'l coneixia com a "Pescadilla" o "el Sardineta". Aquest es va casar amb la gracienca Antònia Batista i se'n va anar a viure amb ella a Gràcia. El matrimoni format pel Sardineta i Antònia tingué quatre fills i una filla:
- Manuel, guitarrista i pare del músic Manolo González Batista, "Patata".
- Baldomero, l'"onclo Mero", guitarrista i ballarí.
- Antonio, el "Pescadilla", qui heretà el malnom de l'ofici del seu pare però també era conegut per la família com a l'"onclo Aïto".
- Joan, l'"onclo Polla" (nascut cap al 1932), músic i guitarrista. El malnom li venia del fet de tenir la cara esprimatxada, com la d'una polla.
- Pepita, cantant i ballarina.

Els cinc germans González Batista duien la música a la sang i, de tots ells, el Pescadilla era el més virtuós amb la guitarra. Ja a divuit anys, el contractaven en tota mena de festes i actuacions, havent tocat fins i tot per a l'alta societat barcelonina. Anys a venir, ell i el seu germà Joan serien els màxims responsables del naixement de la rumba catalana.

## Relació amb la Lola Flores
A l'edat de 18 o 19 anys, per mitjà de Manolo Caracol, el Pescadilla conegué Lola Flores i hi inicià una relació professional. La cantant se'l volgué endur a actuar amb ella a Sud-amèrica, però el pare del guitarrista no li ho va permetre. Mentrestant, el Pescadilla s'havia casat a Barcelona per la tradició gitana amb Dolores Amaya, de la qual va tenir una filla, Toñi, el 1955. A l'edat de 20 o 21 anys, amb el seu pare ja mort, el Pescadilla es convertí finalment en el guitarrista fix de la famosa cantant, fins que uns anys després la seva relació fou a més i decidiren casar-se, tot i la difícil situació personal d'ambdós (el Pescadilla ja tenia una família i La Faraona, com es coneixia a Lola Flores, mantenia un complicat idil·li amb el Caracol).
Finalment, el Pescadilla va abandonar dona i filla per a unir-se a La Faraona. González i Flores es van casar el 27 d'octubre de 1957 al Monestir de l'Escorial. Amb la núvia embarassada de tres mesos, el casament es va celebrar a les sis del matí, ja que es temia que acudís un enfurismat Caracol.

## Naixement de la rumba catalana
Manolo González, "Patata", explica en una entrevista que el creador de la rumba catalana fou el seu oncle Joan, germà del Pescadilla. L'"onclo Polla" tocava tota mena de música i era assidu de la taverna flamenca El Charco de la Pava, al carrer Escudellers de Barcelona. Entre 1958 i 1959, hi va conèixer un mariner sud-americà mentre hi actuava; el mariner va acompanyar amb el bongo l'actuació de González i entre tots dos van improvisar així el ritme primigeni de l'actual rumba catalana. Aquella mateixa nit, Joan González ja es va empescar el "ventilador", la peculiar tècnica que es basa en picar la caixa de la guitarra amb la mà mentre es toca. De seguida, el seu germà Antonio va afegir el seu toc personal a aquest nou ritme i el va popularitzar entre els amics i, després, a tota Gràcia i a la ciutat sencera. Cal dir, però, que en opinió de diversos autors la rumba del Pescadilla no era ben bé la que actualment coneixem com a catalana, sinó més aviat flamenca (tant Sicus Carbonell, líder de Sabor de Gràcia, com el net de l'artista mataroní, Dani Pubill, són del parer que el creador indiscutible de la rumba catalana fou Peret).
Un cop els González havien introduït la rumba catalana, Peret -qui a l'època vivia al Portal de Barcelona- s'interessà per aquest nou ritme i el va perfeccionar amb força innovacions: a banda de la salsa sud-americana, Peret hi incorporà el rock dels seixanta. Fou ell qui va fer triomfar la rumba a la televisió i arreu de l'estat.

## Vida familiar
El matrimoni González Flores va participar el 1959 a la pel·lícula María de la O de Ramón Torrado. Aviat, la popularitat de la dona va eclipsar la figura del marit, i la prometedora carrera musical del Pescadilla va anar quedant supeditada a la de la Lola Flores. Els primers enregistraments del Pescadilla al seu costat daten de 1964. Més endavant va treure diversos singles i les seves cançons van formar part de nombrosos recopilatoris del segell discogràfic Belter, amb el qual va gravar durant la primera època.
El temperament de Flores i el seu carisma artístic van fer passar a un segon pla la figura de González, que va assumir la situació i va deixar pràcticament de gravar discos. Malgrat els auguris, la relació es va mantenir ferma contra vent i marea durant 38 anys, superant episodis amargs com el del 1989, que va suposar el procés per frau a la Hisenda pública.
Al maig de 1995 van morir la seva esposa, Lola, i el seu fill Antonio en un interval de 14 dies, la qual cosa va suposar un dur cop que el Pescaílla mai va arribar a superar. Va morir a Madrid, el 12 de novembre de 1999, a causa d'una malaltia hepàtica arrossegada des de feia llarg temps. Tenia 73 anys.

## Discografia i temes més destacats
Només es poden trobar en aquests moments dos discos compactes disponibles al mercat dedicats íntegrament a la seva música. Es tracta de El patriarca de la rumba (Divucsa, 1999) i El Pescaílla (Divucsa, 2005).
Famós per adaptar al seu estil cançons alienes o populars, més que com a compositor (en els registres de la SGAE, El Pescaílla només figura com a autor de dos temes), entre les seves interpretacions més destacades hi ha "Sarandonga", "Cada vez que me miras", "Levántante", "Strangers In The Night", "A garota de Ipanema" o "Sabor a mi".